# 在轮下
《在轮下》（德語：Unterm Rad）是德国作家赫尔曼·黑塞于1906年所写的一部长篇小说。小说描写了主人公吉本拉德·汉斯自幼聪明好学、天赋过人，终于考入神学院后，更加发奋学习，但因勤奋过度，积劳成疾。神学院里的另一个具有诗人气质的男孩赫尔曼生性倔强，为学校所不容。汉斯认为赫尔曼才是自己的知己，两人逐渐成为了朋友。但学校认为汉斯的成绩下降是赫尔曼所为，这使汉斯更加难过，他最终因神经衰弱而退学。回到家乡后，只好当钳工为生，但被同乡的人所嘲笑。在一次远足中，汉斯不堪巨大的精神压力而跳河自杀。小说揭露了德国旧教育制度的弊端，是一部带有悲观主义色彩的小说。

## 中文译本
- 《在轮下》张佑中译。上海译文出版社。2007年。
- 《在轮下》吴亦凡译。上海三联书店。2013年。
- 《轮下》潘子立译。人民文学出版社。1983年。